# پاوونکوو
پاوونکوو (به لهستانی:  Pawonków) یک روستا در لهستان است که در گمینا پاوونکوو واقع شده‌است.